# Oxnard
Oxnard ist die größte Stadt im Ventura County im US-Bundesstaat Kalifornien mit 202.063 Einwohnern (Stand: 2020). Das Stadtgebiet hat eine Größe von 94,8 km².
Sie wurde Ende des 19. Jahrhunderts gegründet und erhielt ihren Namen von einer Zuckerrüben-Raffinerie. Sehenswert ist das Carnegie Cultural Arts Center, heute Heimatmuseum mit archäologischen Sammlungen, ehemals Bibliothek und Rathaus.

## Wirtschaft
Die Metropolregion von Oxnard erbrachte 2016 ein Bruttoinlandsprodukt von 48,5 Milliarden US-Dollar und belegte damit Platz 60 unter den Großräumen der USA. Die Arbeitslosenrate in der Metropolregion betrug 3,1 Prozent und lag damit unter dem nationalen Durchschnitt von 3,8 Prozent (Stand: Mai 2018). Das persönliche Pro-Kopf Einkommen lag 2016 bei 55.779 Dollar, womit Oxnard ein überdurchschnittliches Einkommensniveau besitzt.
Oxnard hat einen der wenigen Tiefwasserhäfen in Kalifornien, den einzigen zwischen Los Angeles und San Francisco. Formal liegt er auf dem Gebiet von Port Hueneme, wird aber von Oxnard betrieben. Der Hafen ist das Zentrum für die Industrieregion Oxnard, die sich auf Leichtindustrie und Seehandel konzentriert.
Eine wesentliche Rolle für die Wirtschaft des Ortes und der Region spielt auch das US-Militär. Die Naval Air Station Point Mugu ist ein Raketenstartplatz, die als Seabees bezeichneten United States Naval Construction Forces haben in Port Hueneme ihren Stützpunkt für die US-Westküste mit drei Bataillonen und einem Reserve-Bataillon.
Die Küstenebene von Oxnard ist darüber hinaus ein bedeutendes Anbaugebiet der Landwirtschaft. Die Kombination aus mildem Mittelmeerklima mit überdurchschnittlichem Niederschlag und stabilen Grundwasservorkommen und hervorragendem Ackerboden macht die Region zu einem Anbaugebiet für Sonderkulturen mit hohen Gewinnspannen. Vor allem Erdbeeren werden in Oxnard angebaut, ein Viertel der kalifornischen Erdbeerernte stammt aus dieser kleinen Gemeinde. Auch weitere Obstsorten und Gemüse stammen aus Oxnard.
Unter Oxnard liegen Ölsand-Vorkommen, die 1937 entdeckt und seit den 1950er Jahren im großen Stil gefördert werden. Sie werden nach In-situ-Verfahren genutzt, was mit einem hohen Einsatz von Energie, Wasser und Chemikalien verbunden ist. Abwässer aus der Ölförderung gefährden die Grundwasserleiter und führen zu häufigen Kontaminationen einzelner Tiefbrunnen, mit gravierenden Folgen für die Landwirtschaft der Region. Wegen des hohen Aufwands für die Ölförderung mit In-situ-Verfahren rentiert sich die Gewinnung nur bei hohen Ölpreisen und niedrigen Umweltauflagen. Im 21. Jahrhundert fördern außer der Chevron Corporation nur kleine Ölunternehmen mit Sitz in der Region, meist in Los Angeles. Sie sind besonders von Kosten- und Ertragsschwankungen bedroht und haben andererseits in der Regel keine Reserven, die ihnen die Beseitigung von Umweltschäden ermöglichen.
Das Unternehmen Haas Automation, einer der größten Hersteller von Werkzeugmaschinen in den Vereinigten Staaten, hat seinen Hauptsitz in Oxnard.

## Sehenswürdigkeiten
Drei Bauwerke und Stätten in der Stadt und näheren Umgebung sind im National Register of Historic Places (NRHP) eingetragen (Stand 13. Oktober 2020), die archäologische Fundstätte Calleguas Creek Site, die Oxnard Public Library und der Henry T. Oxnard Historic District.

## Söhne und Töchter der Stadt
- Sam McVey (1884–1921), Schwergewichtsboxer
- Stanley Meston (1910–1992), Architekt
- Robert P. Sharp (1911–2004), Geologe
- Homer Keller (1915–1996), Komponist und Musikpädagoge
- William P. Clark (1931–2013), Politiker
- Armando Xavier Ochoa (* 1943), römisch-katholischer Bischof von Fresno
- Jeffrey Combs (* 1954), Schauspieler
- Gilbert Hernandez (* 1957), Comiczeichner
- Jaime Hernandez (* 1959), Comiczeichner
- Corey Pavin (* 1959), Profigolfer
- Rich Moore (* 1963), Regisseur für Zeichentrick- und Animationsfilm
- Kevin Faulconer (* 1967), Politiker und Bürgermeister von San Diego
- Bob Stephenson (* 1967), Schauspieler, Produzent und Drehbuchautor
- Madlib (* 1973), Produzent und Rapper
- Wildchild (* um 1974), Rapper
- Robbie Jones (* 1977), Schauspieler
- Fernando Vargas (* 1977), Boxer
- Justin Dumais (* 1978), Wasserspringer
- Philip Giebler (* 1979), Autorennfahrer
- Troy Dumais (* 1980), Wasserspringer
- Alicia Ziegler (* 1981), Schauspielerin, Bodybuilderin und Model
- Tony Ferguson (* 1984), Mixed-Martial-Arts-Kämpfer
- Anderson Paak (* 1986), Sänger, Rapper, Schlagzeuger und Musikproduzent
- Juliana Zara (* 1993), Opernsängerin
- David Ochoa (* 2001), Fußballspieler
- Miles Brown (* 2004), Schauspieler (Kinderdarsteller), Synchronsprecher, Rapper und Tänzer